# 四万十かいどう

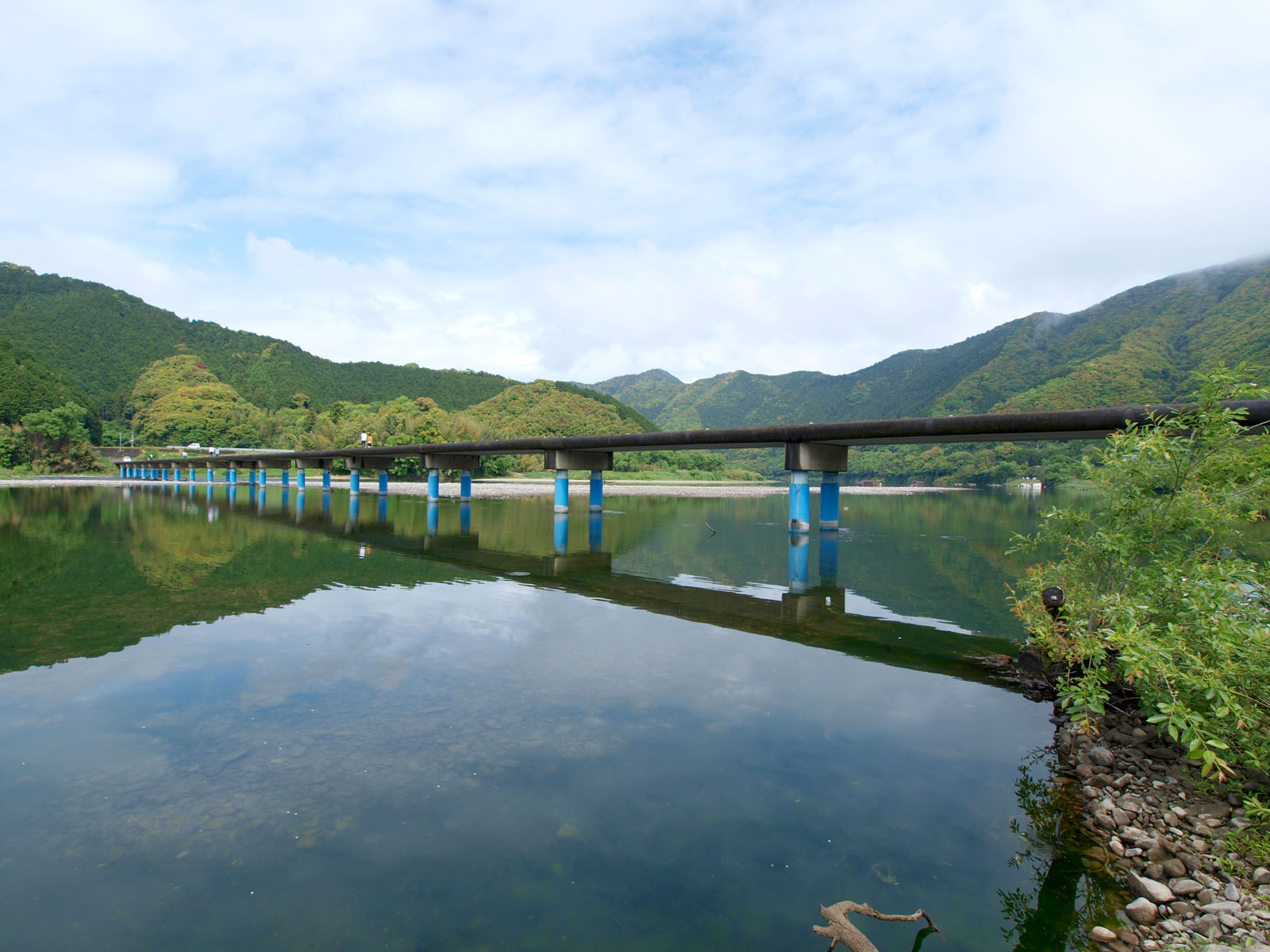
四万十川　佐田沈下橋

四万十かいどう（しまんとかいどう）は、高知県西南地域にある日本風景街道のひとつで、この場合の街道とは特定の道を指す物ではなく、その地域ならではの自然・文化を活かし、景観の向上・地域活性化・観光振興などを行うとりくみのこと。四万十川や足摺宇和海の豊かな自然を　四万十　山・川・海　というコンセプトにまとめ、この地域の魅力を全国に紹介し広く観光交流人口を高めることを目的とする。

## 概要
四万十かいどうは、2007年（平成19年）11月、国土交通省の日本風景街道に登録されたもので、2015年現在、四国に15ある風景街道のひとつ。国道321号・国道381号・国道441号等を中心とした、高知県西南地域の四万十市、宿毛市、土佐清水市、中土佐町、四万十町、梼原町、津野町、黒潮町、大月町、三原村におよび、アカメに会える道、だるま夕日が見える道、クジラに会える道、サンショウウオに会える道の4つのエリアからなっている。みどころは、天狗高原等の山岳風景、最後の清流　四万十川の景色と足摺宇和海国立公園などの太平洋の景色。。

## 沿道の見所
- アカメに会える道
  - 四万十川の沈下橋

- だるま夕日が見える道
  - だるま夕日
    - 宿毛湾の冬の風物詩で、海に沈む夕日がだるまのかたちに見えるもの[2]。

  - 足摺岬
  - 見残し海岸
  - 月光桜
    - 月光桜とは、植物学者牧野富太郎博士が、「アシズリザクラ」と命名し発表する予定であった白い山桜が大月町にあるとの関係者の話をもとに、町内有志が探索し、白い山桜を発見したことから名づけられたもの。月光桜という名称は、大月町商工会が商標登録している。[3]。

- サンショウウオに会える道
  - 天狗高原
  - *四国カルスト県立自然公園内にあり、自然雪のみだがスキー場もある。
  - 四国カルスト
  - 神在居の棚田
    - 神在居の千枚田ともよばれ、環境省のかおり風景100選、日本の棚田百選にも選ばれている。

- クジラに会える道
  - 入野海岸
    - 白砂青松の海岸で延長が約4kmあり、松原は入野松原として文化庁より名勝指定されている[4]。

  - 砂浜美術館
    - 入野海岸の砂浜を美術館にすることをコンセプトに1989年に活動開始。春のTシャツアート展、夏のシーサイドギャラリー、秋の潮風のキルト展、冬の漂流物展等が開催されている[5]。

## 沿道の行事
- 四万十川ウルトラマラソン大会
- 佐田沈下橋のライトアップ
  - 四万十かいどう推進協議会の主催で2006年から実施。橋の両側にろうそくを設置し、ライトアップするもの[6]。
- 竹屋敷棚田のライトアップ
  - 竹屋敷活性化協議会と、四万十市内3地区でつくる西富山区長会の主催で2006年から実施。キャンドルづくりには、リサイクルに出された酒の空き瓶を利用[7]。

- こいのぼりの川渡し
  - 四万十町の十川体育会のメンバーにより4月から5月にかけて実施されている。1973年（昭和48年）にソフトボールをしていた少年たちの会話からはじまり、1974年（昭和49年）に50匹程の鯉のぼりが四万十川の上空を泳ぐこととなった。それ以降、毎年続けられ、今では全国から送られたこいのぼりも加わり500匹余りが泳いでいる[8]。

- 砂浜Tシャツアート展
- ホエールウオッチング
- 大月コスモス街道
- 牧野富太郎の道を歩くウォーキング
  - まちあるきナビプロジェクト(国土交通省の実証実験事業)の 2008年（平成20年）度の対象地域に大月町・三原村が採択され、牧野富太郎博士が植物採集の際に歩いた旧道を復元しウォーキングコースとして整備し、2009年11月のウォーキングイベント開催以降実施しているイベント。[9]。

- 夜桜音楽会
  - 月光桜の保存活動とともに2007年から始まった音楽会[3]
  - 2014年は農村環境改善センターで4月5日に開催された[10]。
  - 2015年は4月4日に開催[11]。

- 龍馬脱藩マラソン大会
  - 2011(平成23)年10月9日に第1回大会が開催された。24都府県から807人の参加があった。コースはフルマラソン、ハーフマラソン、10キロの３コース[12]。
  - 2014年は台風19号の接近のため中止となった[13]。
- 土佐牛まるかじり大会
  - 毎年6月の第1土曜日に開催
- 四国神楽大会
  - 毎年6月の第1土曜日にゆすはら座で開催

## 活動主体
- 四万十かいどう推進協議会[1]。
  - 学識経験者、高知県、四万十市、宿毛市、土佐清水市、中土佐町、四万十町、梼原町、津野町、黒潮町、大月町、三原村、地域のボランティア団体および商工会・商工会議所等で構成。

## エリア内の道の駅
- 道の駅布施ヶ坂
- 道の駅ゆすはら
- 道の駅すくも
- 道の駅大月
- 道の駅四万十大正
- 道の駅四万十とおわ
- 道の駅ビオスおおがた
- 道の駅めじかの里土佐清水
- 道の駅なぶら土佐佐賀